# Stig Janson
Stig Janson, född 17 september 1920 i Arvika, död där 8 juni 1977, var en svensk målare. Han är son till pianobyggaren Oscar Janson och Maria Broström.
Janson var som konstnär autodidakt och har företagit studieresor till Norge och Danmark. Han har haft separatutställningar i Arvika 1948 och 1951 samt deltagit i grupputställningar med Arvika konstförening och Värmlands konstförening. Han blev inbjuden att medverka i utställningen Ung vårsalong på Värmlands museum 1952.
Hans konst består av landskap och figurmotiv huvudsakligen i pastell men även akvarell och olja förekommer någon gång.